# Ostasienspiele 2013/Badminton
Bei den Ostasienspielen 2013 wurden vom 8. bis zum 13. Oktober im Tianjin Binhai New Area Dagang Gymnasium in China sieben Badmintonwettbewerbe ausgetragen. An den ersten drei Tagen fanden die Teamwettbewerbe für Frauen- und Männermannschaften statt, an den verbleibenden drei Tagen die fünf Einzelwettbewerbe.

## Sieger und Platzierte
| Disziplin    | Gold | Silber | Bronze |
| ------------ | --- | --- | --- |
| Herreneinzel | Du Pengyu | Wang Zhengming | Kazumasa Sakai |
| Herreneinzel | Du Pengyu | Wang Zhengming | Jeon Hyeok-jin |
| Dameneinzel  | Han Li | Wang Shixian | Akane Yamaguchi |
| Dameneinzel  | Han Li | Wang Shixian | Aya Ohori |
| Herrendoppel | Lee Sheng-mu Tsai Chia-hsin                                                                                              | Chen Hung-ling Lu Chia-bin | Lee Chun Hei Ng Ka Long |
| Herrendoppel | Lee Sheng-mu Tsai Chia-hsin                                                                                              | Chen Hung-ling Lu Chia-bin | Hiroyuki Saeki Ryota Taohata |
| Damendoppel  | Ou Dongni Tang Yuanting                                                                                                  | Yuriko Miki Koharu Yonemoto | Chae Yoo-jung Kim Ji-won |
| Damendoppel  | Ou Dongni Tang Yuanting                                                                                                  | Yuriko Miki Koharu Yonemoto | Cheng Wen-hsing Hsieh Pei-chen |
| Mixed        | Xu Chen Ma Jin | Lee Chun Hei Chau Hoi Wah | Choi Sol-gyu Chae Yoo-jung |
| Mixed        | Xu Chen Ma Jin | Lee Chun Hei Chau Hoi Wah | Lee Sheng-mu Wang Pei-rong |
| Herrenteam   | Volksrepublik China Chai Biao Chen Long Du Pengyu Gao Huan Hong Wei Liu Xiaolong Qiu Zihan Wang Zhengming Xu Chen        | Hongkong Hu Yun Lee Chun Hei Ng Ka Long Wong Wai Hong Wong Wing Ki                                                                               | Chinesisch Taipeh Chen Hung-ling Chou Tien-chen Hsu Jen-hao Lee Sheng-mu Liang Jui-wei Liao Kuan-hao Lin Chia-hsuan Lu Chia-bin Tsai Chia-hsin Wang Tzu-wei |
| Damenteam    | Volksrepublik China Chen Qingchen Han Li He Jiaxin Ma Jin Ou Dongni Sun Yu Suo Di Tang Yuanting Wang Shixian Zhao Yunlei | Chinesisch Taipeh Chen Hsiao-huan Chen Shih-ying Cheng Wen-hsing Hsieh Pei-chen Kuo Yu-wen Pai Hsiao-ma Tai Tzu-ying Tsai Pei-ling Wang Pei-rong | Hongkong Chan Hung Yung Chan Tsz Ka Chau Hoi Wah Cheung Ngan Yi Cheung Ying Mei Poon Lok Yan Tse Ying Suet Yip Pui Yin                                      |
| Damenteam    | Volksrepublik China Chen Qingchen Han Li He Jiaxin Ma Jin Ou Dongni Sun Yu Suo Di Tang Yuanting Wang Shixian Zhao Yunlei | Chinesisch Taipeh Chen Hsiao-huan Chen Shih-ying Cheng Wen-hsing Hsieh Pei-chen Kuo Yu-wen Pai Hsiao-ma Tai Tzu-ying Tsai Pei-ling Wang Pei-rong | Japan Misato Aratama Naoko Fukuman Yui Hashimoto Kaori Imabeppu Yuriko Miki Aya Ohori Megumi Taruno Akane Yamaguchi Koharu Yonemoto                         |

## Medaillenspiegel
| Rang   | Land                | Gold | Silber | Bronze | Gesamt |
| ------ | ------------------- | ---- | ------ | ------ | ------ |
| 1      | Volksrepublik China | 6    | 2      | 0      | 8      |
| 2      | Chinesisch Taipeh   | 1    | 2      | 3      | 6      |
| 3      | Hongkong            | 0    | 2      | 2      | 4      |
| 4      | Japan               | 0    | 1      | 5      | 6      |
| 5      | Südkorea            | 0    | 0      | 3      | 3      |
| Gesamt | Gesamt              | 7    | 7      | 13     | 27     |